# Bristol Type 146
Bristol Type 146 là một mẫu máy bay tiêm kích của Anh trong thập niên 1930.

## Tính năng kỹ chiến thuật
Dữ liệu lấy từ Barnes 1970, tr. 266
Đặc điểm tổng quát
- Kíp lái: 1
- Chiều dài: 27 ft 0 in (8,23 m)
- Sải cánh: 39 ft 0 in (11,89 m)
- Chiều cao: 10 ft 4 in (3,15 m)
- Diện tích cánh: 220 ft2 (20,44 m2)
- Trọng lượng rỗng: 3.283 lb (1.490 kg)
- Trọng lượng có tải: 4.600 lb (2.087 kg)
- Động cơ: 1 × Bristol Mercury IX, 840 hp (626 kW)

Hiệu suất bay
- Vận tốc cực đại: 287 mph (462 km/h)
- Trần bay: 38.100 ft (11.613 m)

Vũ khí trang bị
- 8 × súng máy Browning 0.303 in (7,7 mm)